# 马雷克·海因茨
马雷克·海因茨（捷克語：Marek Heinz，1977年8月4日—），捷克足球運動員，擔任前鋒，現效力法國足球隊南特。马雷克·海因茨是捷克國家足球隊的成員，曾參加2004年歐洲國家盃和2006年世界盃。
海因茨出身於捷克本地球會西格馬，2000年加盟德甲球會漢堡，開始於歐洲大型球會發展。但2003年轉會至比勒費爾德，自此一直在歐洲小型球會效力。
但海因茨在國家隊的表現一直不俗，獲兩次參加大型國際比賽機會。2005年，對芬蘭的2006年世界盃外圍賽中，海因茨為捷克射入一球重要入球，令捷克取得參加德國世界盃的資格。
2006年9月，海因茨被土耳其球隊加拉塔沙雷放棄，其後與法國球隊聖伊天簽訂一年合約，希望爭取上陣機會以入選國家隊。2007年8月，他加盟了法國球隊南特。